# Kuntala
Kuntala, som har varit Vichtis kommunhus, är en historisk träbyggnad i jugendstil i Vichtis i det finländska landskapet Nyland. Kommunhuset som stod klart år 1911 ritades av Artturi Hiidenheimo. Byggmaterialet tillhandahölls av lokala gårdsägare i Vichtis. När Kuntala hade fullbordats tjänade huset främst som ett föreningshus där några av rummen var reserverade för Vichtis kommunkontor.

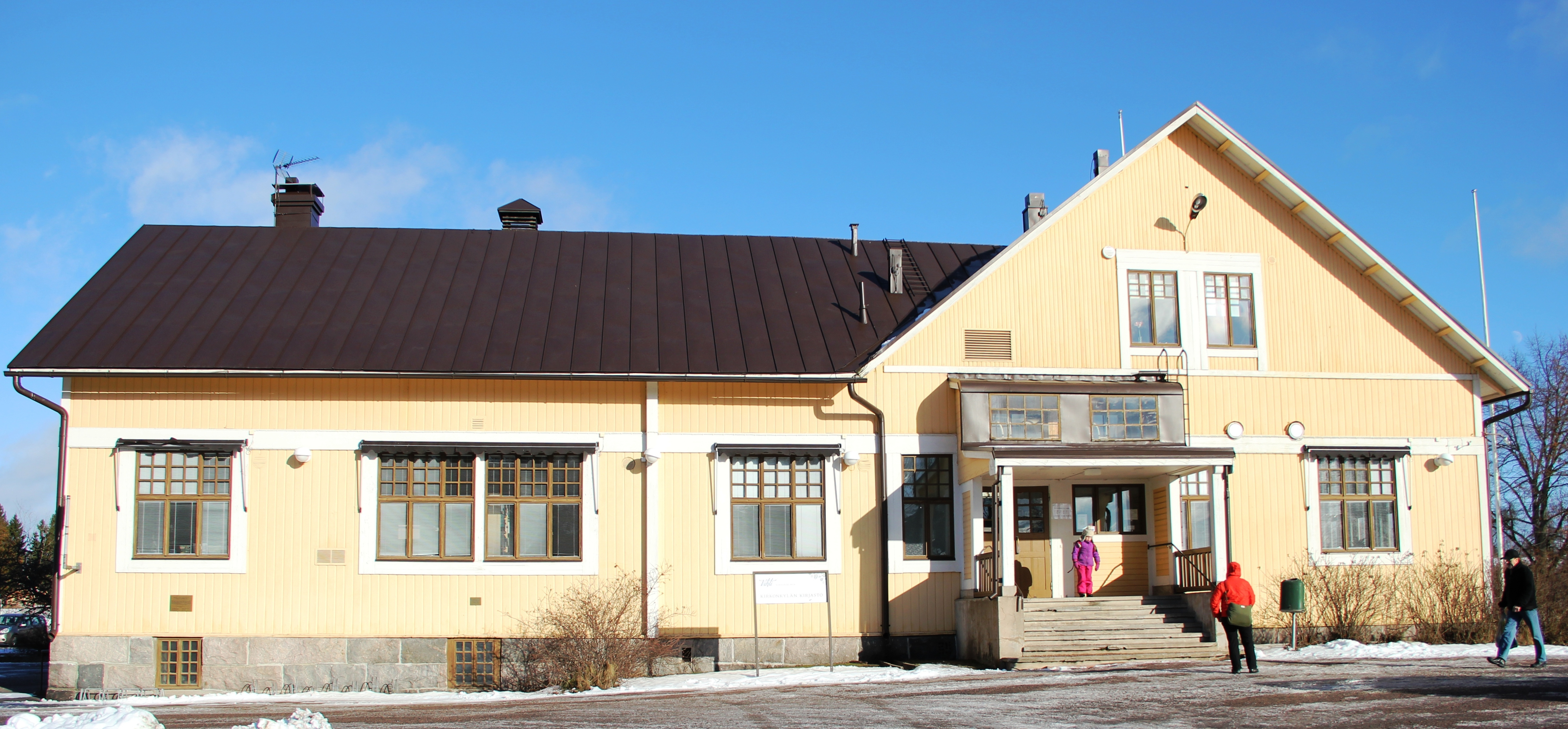
Kuntala sett från andra sidan.

Med tiden har bland annat Vichtis skattebyrå och Vichtis huvudbibliotek varit verksamma i huset. Biblioteket flyttades från Kuntala till det nya skolcentrumet i Vichtis kyrkby på hösten 2019.